# Siarhiej Rumas
Siarhiej Mikałajewicz Rumas (biał. Сяргей Мікалаевіч Румас, ros. Сергей Николаевич Румас, Siergiej Nikołajewicz Rumas; ur. 1 grudnia 1969 w Homlu) – białoruski polityk. W latach 2018–2020 premier Białorusi.

## Życiorys
Ukończył Wyższą Szkołę Finansów w Jarosławiu i Akademię Zarządzania przy Prezydencie Republiki Białorusi w Mińsku. Od lat 90 pracował w Narodowym Banku Republiki Białorusi. W 1995 został dyrektorem regionalnego oddziału Biełarusbanku. W 2005 stanął na czele Belagroprombanku.
W 2011 wicepremier w rządzie Michaiła Miasnikowicza, wdrożył program reform w trakcie kryzysu finansowego. W 2012 mianowany dyrektorem Banku Rozwoju Republiki Białorusi. Od 18 sierpnia 2018 premier Białorusi. Jego rząd został zdymisjonowany przez Alaksandra Łukaszenkę 3 czerwca 2020.
W lutym 2023 Rumas znalazł się na czarnej liście Ukrainy.